# Фуер, Виктор Семёнович
Ви́ктор Семёнович Фу́ер (17 декабря 1956, Москва — 22 ноября 2015, там же) — российский государственный деятель. Префект Центрального административного округа Москвы (18 декабря 2012 — 22 ноября 2015).

## Биография
Окончил Московский инженерно-строительный институт им. В. В. Куйбышева по специальности «техническая эксплуатация зданий, оборудования и автоматических систем».
- С 1979 по 1988 год работал мастером, прорабом, главным инженером РСУ Советского района города Москвы.
- В 1990-х годах работал в ряде коммерческих строительных компаний.
- Занимал должность начальника управления жилищно-коммунального хозяйства Юго-Западного административного округа (ЮЗАО) Москвы до января 2004 года.
- В 2004—2007 годах возглавлял управу Гагаринского района ЮЗАО Москвы.
- В марте 2007 года назначен заместителем префекта Юго-Западного административного округа Москвы. На этом посту занимался жилищно-коммунальным хозяйством и благоустройством, руководил деятельностью:
  - управления жилищно-коммунального хозяйства и благоустройства,
  - окружной межведомственной комиссией,
  - окружной комиссией по упорядочению разрытий на территории ЮЗАО.
- 17 апреля 2012 года назначен префектом Юго-Западного административного округа Москвы.
- 18 декабря 2012 года назначен префектом Центрального административного округа Москвы. Оставался на этом посту до конца своей жизни.

### Личная жизнь
Был женат; двое детей — сын и дочь.

### Смерть
Скоропостижно скончался 22 ноября 2015 года от сердечного приступа на матче чемпионата России по футболу «Спартак» — «Краснодар» на стадионе «Открытие Арена».

Могила на Покровском кладбище

Похоронен 24 ноября на Покровском кладбище Москвы.

## Награды
Награждён:
- Почётной грамотой Правительства Москвы[4];
- благодарностью Мэра Москвы[4];
- Виктор Семёнович был удостоен звания «Почётный работник жилищно‑коммунального хозяйства города Москвы»[5].